# Gustavo Puerta
Gustavo Adolfo Puerta Molano (La Victoria, 23 luglio 2003) è un calciatore colombiano, centrocampista dell'Hull City,  in prestito dal Bayer Leverkusen.

## Carriera

### Club
Nato a La Victoria, ha iniziato a giocare a calcio con Talentos Gustavo Victoria e Supercampeones, due piccole società della sua città natale. Nel 2019 è stato scartato ad un provino con l'Ind. Santa Fe e nel 2021 ha firmato un contratto con il Bogotá. Ha fatto il suo esordio il 25 luglio 2021 nell'incontro di Categoría Primera B pareggiato 0-0 contro il Tigres FC ed il 25 gennaio 2022 ha segnato il suo primo gol nel successo per 2-1 contro il Deportes Quindío.
Il 31 gennaio 2023 è stato acquistato a titolo definitivo dal Bayer Leverkusen che lo ha subito girato in prestito al Norimberga. Mai utilizzato, a fine stagione è tornato a Leverkusen dove ha debuttato il 26 agosto nell'incontro di Bundesliga vinto 3-0 contro il Borussia M'gladbach.
Dopo avere trovato poco spazio con le aspirine (con cui ha comunque vinto campionato e coppa nazionale) il 27 agosto 2024 viene ceduto in prestito all'Hull City.

### Nazionale
Nel 2023 ha partecipato con la Colombia Under-20 al Campionato sudamericano Under-20 ed al Mondiale Under-20 2023.

## Statistiche

### Presenze e reti nei club
Statistiche aggiornate al 12 maggio 2024.
| Stagione        | Squadra          | Campionato      | Campionato | Campionato | Coppe nazionali | Coppe nazionali | Coppe nazionali | Coppe continentali | Coppe continentali | Coppe continentali | Altre coppe | Altre coppe | Altre coppe | Totale | Totale | Totale |
| Stagione        | Squadra          | Comp            | Pres       | Reti       | Comp            | Pres            | Reti            | Comp               | Pres               | Reti               | Comp        | Pres        | Reti        | Pres   | Reti   |        |
| --------------- | ---------------- | --------------- | ---------- | ---------- | --------------- | --------------- | --------------- | ------------------ | ------------------ | ------------------ | ----------- | ----------- | ----------- | ------ | ------ | ------ |
| 2021            | Bogotá           | B               | 11         | 0          | CC              | 0               | 0               | -                  | -                  | -                  | -           | -           | -           | 11     | 0      |        |
| 2022            | Bogotá           | B               | 23         | 3          | CC              | 1               | 0               | -                  | -                  | -                  | -           | -           | -           | 24     | 3      |        |
| gen.-giu. 2023  | Norimberga       | 2L              | 0          | 0          | CG              | 0               | 0               | -                  | -                  | -                  | -           | -           | -           | 0      | 0      |        |
| 2023-2024       | Bayer Leverkusen | BL              | 7          | 0          | CG              | 0               | 0               | UEL                | 3                  | 0                  | -           | -           | -           | 10     | 0      |        |
| Totale carriera | Totale carriera  | Totale carriera | 41         | 3          |                 | 1               | 0               |                    | 3                  | 0                  |             | -           | -           | 45     | 3      |        |

## Palmarès
- Campionato tedesco: 1

Bayer Leverkusen: 2023-2024
- Coppa di Germania: 1

Bayer Leverkusen: 2023-2024
- Supercoppa di Germania: 1

Bayer Leverkusen: 2024